# 12677 Gritsavage
12677 Gritsavage è un asteroide della fascia principale. Scoperto nel 1981, presenta un'orbita caratterizzata da un semiasse maggiore pari a 2,9958288 au e da un'eccentricità di 0,1130457, inclinata di 9,50563° rispetto all'eclittica.